# Віктор Тегельгофф
Віктор Тегельгофф (словац. Viktor Tegelhoff, 22 грудня 1918, Ружомберок — 11 вересня 1991, Братислава) — словацький та чехословацький футболіст, нападник. По завершенні ігрової кар'єри — тренер.

## Клубна кар'єра

### Ранні роки
Віктор Тегельгофф народився невдовзі після заснування Чехословацької Республіки в Ружомбероку. Саме в цьому місті він розпочав свою юнацьку кар'єру в команді «Ружомберок» у 1932 році. Уже в молодшому віці він також грав за «Сокольче», з яким він став чемпіоном Горного Ліптова в сезоні 1935/36. Після цього Віктор повернувся до «Ружомберока», у складі якого дебютував на дорослому рівні у 1937 року і в 1940 році вийшов з нею до вищої ліги незалежної Словаччини.

### Виступи за «Слован»
Восени 1942 року він відправився до Братислави, щоб вивчати лісову інженерію, де став грати за місцевий клуб «Братислава», який згодом носив назви «Сокол» та «Слован». Тут Тегельгофф виступав протягом 14 сезонів, чого не вдалося зробити жодному іншому гравцю «Слована». Вже в сезоні 1943/44 під керівництвом тренера Фердинанда Даучика команда стала чемпіоном Словаччини, коли Тегельгофф забив 27 м'ячів, в тому числі 7 у грі проти «Зволена». Після відновлення Чехословаччини у 1945 році він продовжив виступати у цьому чемпіонаті, вигравши 4 титули чемпіон, три з них поспіль у 1949—1951 роках.

### Подальша кар'єра і сфабрикована судимість
Восени 1956 року він перейшов із «Слована» до «Славої П'єштяни», де його кар'єру гравця перервав арешт і сфабрикований політичний суд у 1957 році.
29 травня 1957 року його заарештували співробітники Служби державної безпеки у Празі (у Службі державної безпеки Словаччини дізналися про це лише в останню хвилину) і разом із гравцями «Слована» Міхалом Бенедіковичем, Ладіславом Штайнером та Павлом Бенем був затриманий і несправедливо засуджений за контакти з емігрантами. Тегельгоффу дали 5 років, з яких 3 роки він «відсидів» на уранових копальнях в Яхимові в таборі Мар'янка. Звільнений з в'язниці за амністією Президента Республіки Антоніна Новотного 12 травня 1960 року.
Після повернення йому було заборонено виступати у вищому дивізіоні, тому він був граючим тренером невеликого братиславського клубу «Поземне ставби» та допоміг у відновленні клубу «Славой П'єштяни».
Після завершення ігрової кар'єри присвятив себе тренерській роботі. В 1964 – 1977 роках тренував молодь братиславського «Інтера», з яким виграв студентський турнір у Пршелоучі, Чехія в 1970, 1971 і 1972 роках (неофіційні чемпіонати Чехословаччини). У 1967 році він один сезон тренував резервну команду «Інтер Б».
У січні 1991 року Віктор Тегельгофф був повністю реабілітований.

## Виступи за збірні
10 квітня 1943 року Тегельгофф дебютував за збірну Словаччини у товариській грі проти Хорватії (0:1), після чого протягом року зіграв ще у двох іграх проти хорватів.
Після Другої світової війни став першим словаком у збірній Чехословаччини, дебютувавши у її складі в товариській грі проти Франції (0:3) в Парижі 7 квітня 1946 року. У 1949 році у двох іграх був капітаном збірної, вперше — 30 жовтня в Остраві проти Польщі (2:0).

## Визнання
Віктор Тегельгофф входить до складу Клубу канонірів ліги Словаччини, забивши 111 голів у 266 матчах чемпіонату. За «Ружомберок» він забив 25 м'ячів, а за «Слован» — 86 м'ячів.
За свою успішну футбольну кар'єру він також отримав нагороди — «Майстер спорту» (1955), «Золотий знак Чехословацького футбольного союзу» (1972), Особистість міста П'єштяни (2004), Почесну відзнаку міста Пршелоуча. (1976). Його іменем названа вулиця біля стадіону «Тегельне Поле» у Братиславі (Ulica Viktora Tegelhoffa) та дитячий майданчик.
У виданні «Belasé legendy» Томаш Чернак опублікував книгу про Віктора Тегельгофа у 2019 році.

## Досягнення

### Як тренер
- Чемпіон Словаччини: 1942/43
- Чемпіон Чехословаччини: 1948/49, 1949/50, 1950/51, 1954/55